# Decollidrillia nigra
Decollidrillia nigra é uma espécie de gastrópode do gênero Decollidrillia, pertencente a família Turridae.